# Serie de dibujos animados

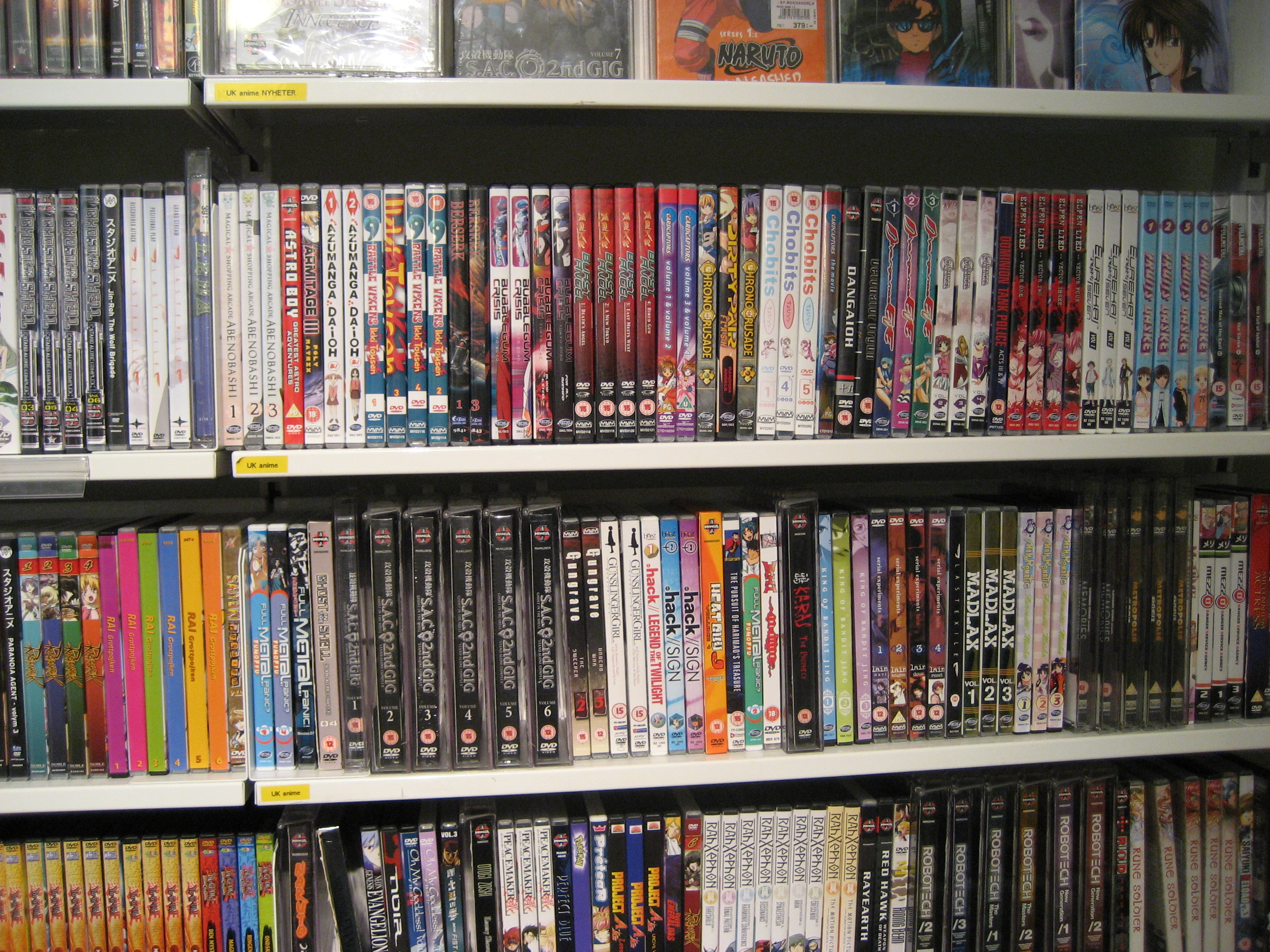
Películas de animación

Una serie de animación es un conjunto de obras animadas con un título de serie común, generalmente relacionados entre sí. Estos episodios suelen compartir los mismos personajes y un tema básico. Una serie puede tener un número finito de episodios como una miniserie, con un fin definido, o ser de composición abierta, sin un número predeterminado de episodios. Pueden ser transmitidos por televisión, mostrado en salas de cine, liberado directamente para vídeo o en Internet. Al igual que las películas animadas, las series animadas pueden ser de una amplia variedad de géneros y también puede tener diferente público, desde niños hasta adultos.

## Directamente para vídeo
Las series animadas directamente para vídeo incluyen a la mayoría de las animaciones de vídeo original japonesas (OVAs). La primera serie OVA (y también la primera OVA total) fue Dallos (1983). Casi todo las series Hentai (pornografía) anime son liberados como OVAs.

## Internet
Las series web animadas aparecieron por primera vez a finales de 1990, con la primera serie de dibujos animados en Internet, The Goddamn George Liquor Program (1997-1998), seguida de otras series tempranas que incluyen a WhirlGirl, Happy Tree Friends, Starship Regulars, Gotham Girls y Mr. Wong u otras nuevas como polar hood. Las series animadas en Internet incluyen algunas animaciones web originales japonesas (ONAs) como Hetalia: Axis Powers y Appleseed XIII (2011-2012).

## Televisión
Las series de televisión animadas se presentan regularmente y pueden aparecer tanto una vez por semana o hasta diariamente durante un intervalo de tiempo prescrito. El intervalo de tiempo puede incluir la mañana, al igual que los dibujos animados el sábado por la mañana, horario de máxima audiencia, al igual que dibujos animados en el horario de máxima audiencia, en la noche, al igual que el anime en las noches. También pueden ser transmitidos de lunes a viernes (dibujos animados de lunes a viernes) o solamente los fines de semana.
La duración de cada episodio varía dependiendo de la serie. Tradicionalmente, las series se producen para que duren una media hora completa o cerca de la media hora; sin embargo, muchos son producidos como cortos animados de 10 a 11 minutos, que luego pueden ser emparejados con otros cortos para que duren un período de tiempo establecido. También hay algunas series cortas con una longitud de aproximadamente cinco minutos; estas se han vuelto recientemente más comunes en el anime.
A veces se agrupan de acuerdo a las demandas de programación del canal de televisión. Así, una serie en particular puede aparecer en un número de formatos o bloques de tiempo.
Una serie de televisión animada históricamente había sido utilizada para la comedia, como los dibujos animados, una obra de arte, generalmente desarrollados con una intención humorística, y así, se les llamó la «serie de dibujos animados».
La primera serie animada de televisión fue Crusader Rabbit.
Las comedias animadas aparecieron por primera vez en la década de 1960, con The Flintstones (1960-1966) seguida por The Jetsons (1962-1987).
Los años 1980 y 1990 fueron un renacimiento de la series de televisión de dibujos animados para niños y adultos. Varias cadenas de televisión y empresas de medios de comunicación comenzaron a crear canales de televisión y formatos diseñados específicamente para emitir series de dibujos animados. Las empresas que ya tenían este tipo de formatos, en su lugar, comenzaron a renovar sus modelos existentes durante ese tiempo. Ejemplos de estos son:
- Cartoon Network
- Fox Kids
- Kids' WB
- UPN Kids
- Nickelodeon
- Nick Jr.
- Nicktoons (United States)
- Disney Channel
- Disney XD
- Disney Junior
- Boomerang
- ABC Kids
- The Animation Station
- Cartoon Quest
- USA Action Extreme Team
- USA Cartoon Express
- CBS Kidshow
- CBBC

Durante la década de 1990 el contenido más maduro que el de las series de dibujos animados tradicionales comenzaron a aparecer más ampliamente extendiéndose más allá del público principal, los niños. Estas series de dibujos animados incluyen: Los Simpsons, Beavis and Butt-Head, King of the Hill, Duckman, South Park, y Family Guy. ReBoot, que comenzó como una presentación amigable para los niños, desplazó su grupo de edad para mayores de 12 años (South Park es a partir de los 18 años de edad en adelante), resultando en una historia más oscura y más madura.

## Teatral
Las series animadas se muestran en las salas de cine incluye el cortometraje Tom y Jerry que apareció en las salas de cine entre 1961 y 1962.